# Casper : Le Nouveau Défi
Pour les articles homonymes, voir Casper.
Pour plus de détails, voir Fiche technique et Distribution.
Casper : Le Nouveau Défi ou Le Noël hanté de Casper au Québec (Casper's Haunted Christmas) est un film de Noël américain d'animation réalisé par Owen Hurley, sorti en 2000 directement en vidéo.

## Synopsis
Crapule, le plus terrifiant des fantômes, décrète que, selon les lois des fantômes, Casper doit obligatoirement effrayer une personne avant la fête de Noël. Pour cela, Crapule envoie Casper et ses oncles, Bouffi, Crado et Teigneux, dans une petite ville pour qu’ils accomplissent leur méfait...

## Fiche technique
- Titre original : Casper's Haunted Christmas
- Titre français : Casper : Le Nouveau Défi
- Titre québécois : Le Noël hanté de Casper
- Réalisation : Owen Hurley
- Scénario : Ian Boothby et Roger Fredericks
- Direction artistique : Lorraine Marue
- Montage : Andy Duncan
- Musique : Robert Buckley
- Production : Byron Vaughns
- Société de production : The Harvey Entertainment Company
- Pays d'origine :  États-Unis
- Langue originale : anglais
- Genre : animation, comédie familiale
- Durée : 86 minutes
- Dates de sortie :
  - États-Unis : 31 octobre 2000
  - France : 17 octobre 2001

## Distribution

### Voix originales
- Brendon Ryan Barrett : Casper
- Kathleen Barr : Noëlla Beausapin
- Graeme Kingston : Bouffi
- Terry Klassen : Crado
- Scott McNeil : Teigneux / Guy Beausapin
- Tegan Moss : Aimée Beausapin
- Colin Murdock : Crapule
- Lee Tockar : Grognon
- Sam Vincent : Spooky
- Tabitha St. Germain : Bulle

### Voix françaises
- Hervé Rey : Casper
- Claire Guyot : Noëlla Beausapin
- Daniel Beretta : Bouffi
- Serge Faliu : Crado / Spooky
- Pierre-François Pistorio : Teigneux / Guy Beausapin
- Dorothée Jemma : Aimée Beausapin
- Jean-Bernard Guillard : Crapule
- Patrick Béthune : Grognon
- Naïke Fauveau : Bulle